# مطار هندرسون (غوادالكانال)
مطار هندرسون هو مطار عسكري سابق في غوادالكانال، جزر سليمان خلال الحرب العالمية الثانية. بنته في الأصل الإمبراطورية اليابانية، وكان الصراع على حيازته ضمن أحد أكبر المعارك في حرب المحيط الهادئ. حاليًا هو مطار هونيارا الدولي.